# Edward Hamm
Edward Barton Hamm (Lonoke, 13 de abril de 1906 – Albany, 25 de junho de 1982) foi um atleta e campeão olímpico norte-americano especializado no salto em distância e em provas de velocidade.
Revelando talento para o atletismo desde a infância, venceu por três anos seguidos – 1923 a 1925 – o salto em distância no campeonato estadual do Arkansas pela Lonoke High School, onde estudava, estabelecendo o recorde estadual de 7,06 m em seu segundo ano. Também velocista, ganhou as 220 jardas por três anos seguidos e as 100 jardas duas vezes, apesar de sofrer ataques de malária na adolescência. Em 1924, aos 18 anos, estabeleceu novo recorde mundial júnior para o salto em distância – 7,28 m – o que o qualificou para disputar as seletivas americanas para os Jogos Olímpicos de Paris 1924 a serem realizadas em Boston, mas nelas não conseguiu se classificar.
Em 1928, já estudando no Instituto de Tecnologia da Geórgia, por onde novamente ganhou os titulos nacionais das 100 e 220 jardas e do salto em distância por três anos seguidos, participou novamente das seletivas americanas para os Jogos de Amsterdã 1928 e nelas quebrou o recorde mundial do salto em distância com a marca de 7,90 m.
Menos de um mês depois em Amsterdã, conquistou a medalha de ouro da prova com a marca de 7, 73 m, novo recorde olímpico, derrotando o compatriota e campeão olímpico em Paris 1924 William DeHart Hubbard. Em setembro do mesmo ano, num torneio em Paris, quebrou seu próprio recorde mundial com a marca de 7,93.
Formou-se pela Georgia Tech em 1928 e trabalhou como técnico de atletismo por alguns anos até se dedicar ao mundo dos negócios como executivo da Coca-Cola no Alaska.